# Dodin Campenon-Bernard
Pour les articles homonymes, voir Dodin, Campenon, Bernard et CBC.
 (août 2012).
Si vous disposez d'ouvrages ou d'articles de référence ou si vous connaissez des sites web de qualité traitant du thème abordé ici, merci de compléter l'article en donnant les références utiles à sa vérifiabilité et en les liant à la section « Notes et références ».
Dodin Campenon-Bernard (DCB) est une entreprise française, née en 2003 de la fusion des entreprises Campenon-Bernard (1920) et Dodin (1865), filiales du groupe Vinci. 
En 2024, son chiffre d'affaires est de 209 millions d'euros. 

## Campenon et Bernard

### Création de l'entreprise Campenon et Bernard
Edme Campenon a décidé de créer sa propre entreprise après la Première Guerre mondiale. En 1920, il a rencontré André Bernard, ingénieur des Arts et Métiers, et fondé avec lui, à Albi, la société en nom collectif Campenon et Bernard. Les premières commandes vont les amener à transformer la société en société en commandite par actions sous le nom de « Campenon Bernard et Cie » ayant son siège à Paris. Le capital de la société de 2,75 millions de francs était constitué de l'apport en nature de l'ancienne société et de l'apport en numéraire d'amis des deux fondateurs qui possèdent les deux tiers de son capital social.
Dans cette association des deux hommes, Edme Campenon a été l'entrepreneur négociateur des marchés, ayant un grand sens des affaires, André Bernard était l'ingénieur assurant la gestion des grands chantiers. L'amitié et le respect entre les deux hommes a fait que jamais Edme Campenon n'a envisagé de retirer le nom de Bernard du nom de la société après la mort d'André Bernard pendant la construction du barrage du Chambon, en 1928.

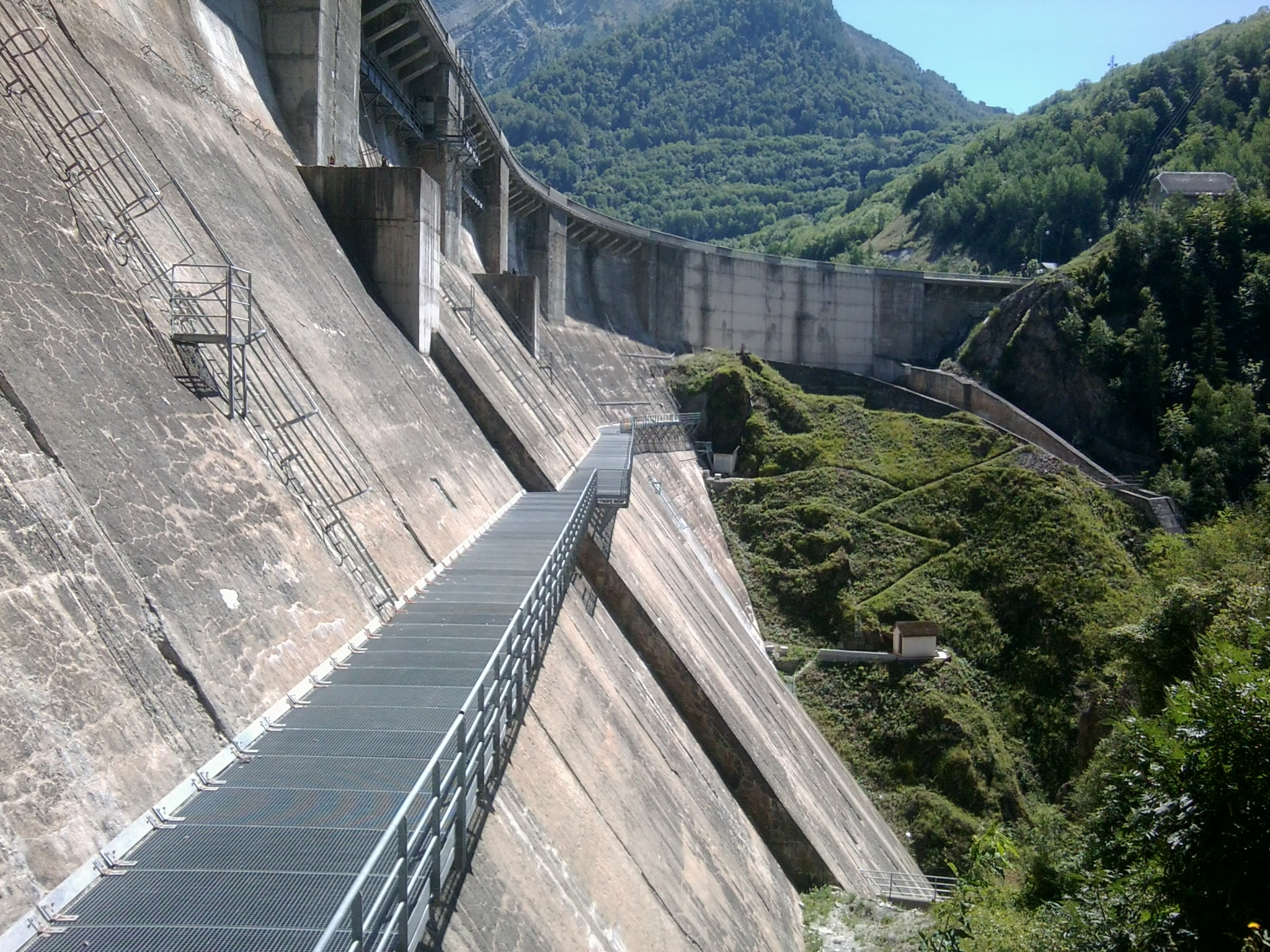
Barrage du Chambon vu côté Aval

À partir de 1922, jusqu'en 1939, l'entreprise va passer d'une entreprise moyenne au groupe des grandes entreprises avec un accroissement annuel moyen, inflation déduite, de 15 %. L'entreprise a pris une part dans les travaux de reconstruction, entre 1920 et 1925. Les difficultés de paiement de ces chantiers a conduit Edme Campenon à réorienter l'entreprise vers des habitations à bon marché pour la Ville de Paris et les Chemins de Fer de l'Est, des cités ouvrières, à Carmaux et Mazamet. Mais c'est la construction d'ouvrages d'art qui va constituer le cœur de métier de l'entreprise. À partir de 1925, Campenon Bernard se désengagent des chantiers de bâtiments pour se développer dans les aménagements hydroélectriques. Les succès de l'entreprise sur ce marché vont conduire Edme Campenon et André Bernard à soumissionner pour le marché de la construction du barrage du Chambon en 1927. L'entreprise remporta le marché de ce barrage de 137 m de hauteur et 294 m de largeur. Il était le plus haut d'Europe au moment de sa construction et le resta pendant 20 ans. Le prix de soumission du barrage était de 30 millions de francs.

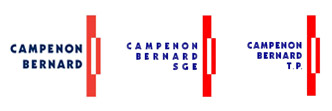

Pour répondre au défi de ce marché, l'entreprise se transforme en société anonyme, Campenon Bernard SA, au capital de huit millions de francs. L'entreprise s'était adjointe des collaborateurs compétents, Albert Collange, Étienne Beaufils, Marcel Cuinier, Étienne Boidot et Jean Etève.
La réalisation des fondations du barrage du Chambon va se révéler plus difficile que prévu. Les fouilles ont mis au jour des marmites glaciaires qu'il a fallu purger pour fonder le barrage sur un rocher sain. André Bernard qui dirigeait le chantier, meurt d'une embolie en décembre 1928. Il a été remplacé par Marcel Cuinier. Les doutes de l'administration des Ponts et Chaussées, l'opposition de certains habitants de la vallée à la suite de la rupture en 1923 du barrage du Gleno (Italie), les retards de paiement vont provoquer des difficultés financières pour l'entreprise. Edme Campenon resta toujours fermement attaché à la réalisation de cet ouvrage. Le chantier entra dans une pleine activité en 1931 après d'âpres discussions financières. En 1933, on va jusqu'à mettre en place 1 000 m3 de béton par jour. Le barrage est terminé en 1935. Il y a eu jusqu'à 900 personnes sur le chantier qui a nécessité la construction d'un téléphérique partant du Bourg-d'Oisans. Son coût final a atteint 100 millions de francs.
Les difficultés financières de l'entreprise vont amener la Banque de l'Union parisienne (BUP) de proposer à Edme Campenon d'appuyer financièrement l'entreprise à condition qu'elle fusionne avec sa filiale, la société Dufour Constructions Générales, au bord du dépôt de bilan.
Cette fusion est devenue effective à la suite de l'assemblée générale du 10 janvier 1930. Edme Campenon et les héritiers d'André Bernard possèdent 54 % du capital de la nouvelle société et la banque 26 %. La société Dufour amène dans la nouvelle entreprise deux chantiers difficiles, le barrage de l'Oued Fodda, en Algérie, une partie de la ligne Maginot à Rochonvillers, près de Thionville.

### Edme Campenon et Eugène Freyssinet
L'invention du béton précontraint par Eugène Freyssinet en 1928 va être la cause de sa rupture avec l'entreprise Limousin dont il était le directeur technique. Claude Limousin ne croyait pas en l'avenir du béton précontraint.
C'est en 1935 qu'Edme Campenon signe un premier contrat avec Eugène Freyssinet. En 1937, commencent les discussions sur l'usage des brevets déposés par Eugène Freyssinet pour l'entreprise Campenon-Bernard. Les discussions ont été longues et n'ont abouti à un accord définitif qu'en 1940. Edme Campenon décida d'appliquer ce nouveau procédé technique aux 44 km de conduites forcées d'Oued Fodda et aux caissons du port de Brest.
Edme Campenon est membre du Conseil d'administration du Syndicat des entrepreneurs de Travaux Publics de France en 1931. Il en a été le vice-président entre 1942 et 1945.

### Années de guerre
L'entreprise Campenon Bernard continue son activité en Algérie. En France, ce sont des travaux de reconstruction et de déblaiement faisant suite aux bombardements. Elle participe à des travaux pour le compte de l'armée allemande, seule ou en participation. Les chantiers pour l'armée allemande vont représenter jusqu'à la moitié du chiffre d'affaires en 1943, mais celui-ci a été réduit du tiers.
En 1943 est créée la société S.T.U.P., société pour l'utilisation de la précontrainte et les brevets d'Eugène Freyssinet. Yves Guyon, entré chez Campenon Bernard en 1942, en devient le directeur technique et le principal collaborateur d'Eugène Freyssinet. Forte de son avance technique, les autorités allemandes ont essayé d'obtenir sa collaboration à laquelle elle a opposé un refus ferme et une défense de ses intérêts face à ses concurrents allemands ayant fait des contrefaçons de ses brevets.

### Après la Seconde Guerre mondiale
Après la participation au déblaiement des destructions dues à la guerre et aux reconstructions, Edme Campenon va entreprendre la transformation de Campenon-Bernard en un groupe diversifié dans les domaines du génie civil et de la promotion immobilière. Pour cela il va s'appuyer avec l'aide de François Sarda sur une équipe d'ingénieurs de qualité : Marcel Lalande, Robert Pigeot, Pierre Lebelle, Jean Chaudesaigues, Robert Jarniac, Jean Muller, Marcel Cuinier fils, etc.
L'exploitation des brevets de la précontrainte va amener l'entreprise à un haut niveau technique. Elle a permis à l'entreprise de se développer à l'étranger, en Afrique, en Amérique latine, au Moyen-Orient.
En 1946, une première application du béton précontraint sur un pont français est faite pour la construction du pont de Luzancy, sur la Marne.
Parallèlement, l'entreprise continue à construire de nombreux barrages tant en France qu'en Afrique du Nord.
De 1956 à 1958, l'entreprise participe à la réalisation de la Basilique Saint-Pie-X de Lourdes,,.
Edme Campenon démissionne de sa fonction de président directeur général en 1958 mais reste président d'honneur de la société jusqu'à sa mort.
En 1960, l'entreprise s'attache la collaboration de Jean Muller, spécialiste de la technique des voussoirs préfabriqués à joints conjugués collés. La société construit entre 1962 et 1970, les trois quarts des ponts construits en France. Le pont de Choisy est le premier pont en béton précontraint construit en voussoirs à joints conjugués collés, puis le pont de l'île d'Oléron, le viaduc de Saint-Cloud, les viaducs des autoroutes alpines, le pont sur la Marne et les viaducs de la partie Est de la ligne A du RER … Campenon Bernard construit aussi des ponts en béton précontraints construits par encorbellements symétriques en équipages mobiles, comme le pont René-Thinat d'Orléans, ou en adoptant des méthodes de construction mixtes, âmes préfabriquées et hourdis coulés en place, comme le pont de Brotonne et le pont sur la Seine de la ligne 13 du métro parisien. Michel Placidi y a développé les passerelles haubanées mise en place par rotation, comme la passerelle de Meylan et la passerelle de l'Illhof à Strasbourg. L'arc du pont Chateaubriand en béton armé a été construit en encorbellement avec mât et haubanage provisoire et le tablier est mixte acier/béton. L'entreprise a aussi développé une technique de construction de ponts mixtes précontraints avec des âmes en tôle plissée métallique initiée sur le pont de Maupré.

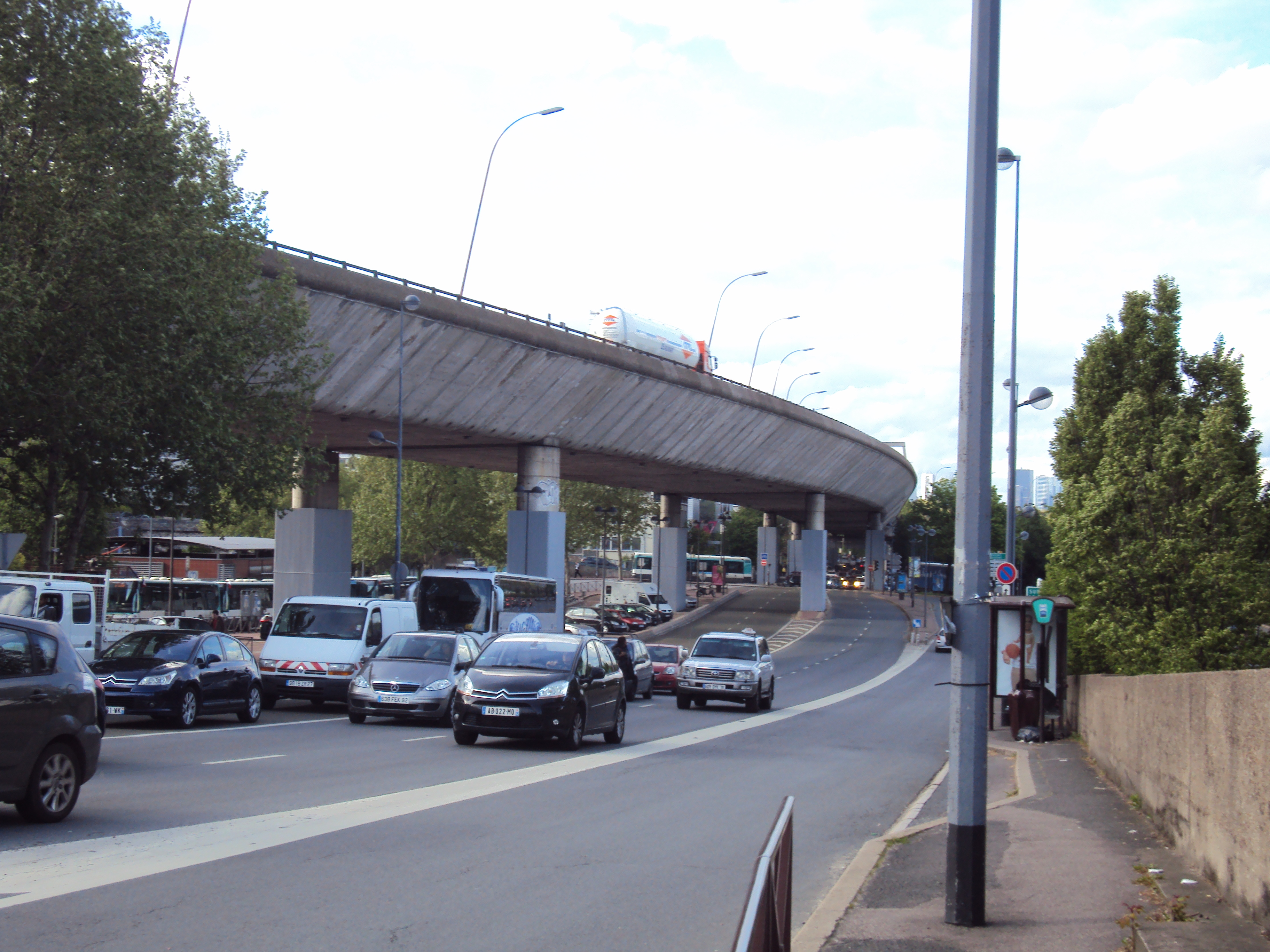
Viaduc de Saint-Cloud.

Campenon Bernard se spécialise également dans la construction du génie civil de centrales nucléaires et dans la construction de grands bâtiments comme la tour Maine-Montparnasse, les hôpitaux Bichat à Paris et Sarakawa à Lomé au Togo et diversifie son activité comme la construction de tunnels, souterrains et des travaux fluviaux.
Entre 1978 et 1980, Jean Muller, directeur scientifique, Jacques Mathivat, directeur du bureau d'études, et Michel Placidi, ingénieur en chef du bureau d'études, quittent Campenon-Bernard.
L'entreprise est achetée en 1988 par la Société générale d'entreprises (SGE), qui regroupe, en 1992, l'entreprise avec la direction des Grands Travaux de Sogea, sous le nom de Campenon Bernard SGE.
En 2003, Campenon Bernard TP rachète la société Muller TP et se rapproche de Dodin pour réaliser les Grands Travaux du pôle Travaux Publics de Vinci Construction France et prend le nom de Dodin Campenon-Bernard.

## Dodin
En 1865, Xavier Dodin crée à Rochefort-sur-Mer son entreprise, spécialisée dans le béton armé. L'entreprise est ensuite reprise en 1926 par son fils, Abel Dodin, qui déménage le siège à Nantes, puis par le fils de ce dernier Henri Dodin.
Celui-ci diversifie l'activité et se place plus particulièrement sur les travaux maritimes et fluviaux, le génie civil industriel, participant aux travaux de modernisation de la base de Lanvéoc en 1936 et de l'arsenal de Brest en 1937.
En 1942, Christiane Dodin, épouse d'Henri, reprend et développe l'entreprise avant de passer la main à ses enfants ( Jacques,Michel et Abel) qui obtiendront après la guerre, plusieurs grands travaux parisiens comme la construction des ponts du Garigliano, de Grenelle et l'Alma.
En 1964 le siège déménage à PARIS 95bis rue MANIN   l'entreprise, déjà spécialisée dans les Travaux Maritimes et Fluviaux , participe à la construction du boulevard périphérique parisien construit alors de nombreuses écluses sur le canal du midi ainsi que 200 ouvrages d'arts  jusqu'en 1986. En 1983, l'entreprise Dodin, rachetée par le groupe Saint-Gobain, intègre Sobea, avant de devenir une filiale du groupe Compagnie générale des eaux.
En 1998 Sobea et l'entreprise Dodin fusionnent sous le nom de Dodin qui spécialisé dans les Grands Ouvrages, les Travaux Maritimes et Fluviaux participe, entre autres, à la construction du viaduc du Tanus dans l'Aveyron, le viaduc Nord du métro de Rennes, et le barrage de Puylaurent.
Filiale du groupe Vinci, Dodin se rapproche de Campenon-Bernard en 2003 pour réaliser les Grands Travaux du pôle Travaux Publics de Vinci Construction France et prend le nom de Dodin Campenon-Bernard.

## Informations clés
En 2024, son chiffre d'affaires est de 209 millions d'euros. 
Son effectif est de 503 salariés.
L'entreprise détient quatre filiales : une filiale canadienne (Dodin Québec), une filiale sur l'île de La Réunion (Dodin Réunion) et deux filiales spécialisées, une en ingénierie (Campenon Bernard Dodin Ingénierie) et une dans le pilotage et le guidage des tunneliers (CAP). 